# KSS 500A (малий підводний човен)
KSS 500A — південнокорейський малий підводний човен.
Підводний човен призначається для зміни на бойовому посту підводних човнів національного проекту «KSS-1» водотоннажністю 250 тонн.

## Основні характеристики
— Водотоннажність — 510 тонн;
— Довжина 37 метрів;
— Діаметр — 4.5 метра;
— Максимальна глибина — 250 метрів;
— Швидкість макс./економ. — 20/7 вузлів;
— Час автономного плавання — 3 тижні;
— Дальність до 2 тисяч миль.
— Екіпаж мін./макс. −5/10 особи
— Місткість десанту — 14 осіб.